# Рабство в Канаді
Рабство в Канаді охоплює як період, коли рабство практикували індіанці Канади до європейської колонізації, так і рабство колоніальної епохи.

## Загальна характеристика
У колоніальний період лише невелика частина рабів була нащадками африканців, тоді як більшість рабів походила з американських індіанців (ця група рабів у французькій мові позначалася словом pani(s), від англійського pawnee, буквально «предмет застави»). Лише невелика частина рабів з Африки потрапляла в Канаду, в той час як індіанці часто потрапляли в полон до ворожих племен, і частину цих бранців потім купували колоніальні адміністратори для використання як робочої сили. Практика тривала до формальної заборони рабства британським законодавством в 1833 році.
У Канаді була невелика кількість африканських рабів, яких європейці завезли в Нову Францію, Акадію, а потім в британську Північну Америку протягом XVII століття. Ці раби походили з американських колоній, оскільки рабовласницькі кораблі не ходили безпосередньо на територію сучасної Канади з Африки.
Вважається, що в Новій Франції (до її поразки у війні з британцями) налічувалося кілька сотень рабів. Це були домашні слуги і працівники сільського господарства. У Канаді не було великих плантацій, тому потреба у рабах-польових працівниках в будь-якому разі не була настільки великою, як це було в більш теплих регіонах Американського континенту, включаючи Вірджинію і Бразилію.
Оскільки в ранній період трансатлантичної торгівлі Канада відігравала в ній незначну роль, історія рабства в Канаді не настільки вивчена, як рабство, яке практикувалося в інших частинах Америки. Ямайско-канадський історик Афуа Купер заявив, що рабство — це «найбільший секрет Канади, замкнений в Національній шафі».

## Рабство у аборигенних народів Канади
У доколоніальний період рабовласництво було поширене, наприклад, серед народів-рибалок, наприклад, юроків, що мешкали уздовж узбережжя Тихого океану від Аляски до Каліфорнії. Багато корінних народів тихоокеанського північно-західного узбережжя, такі як хайда і тлінгіти, були відомі як люті воїни і работорговці, які здійснювали набіги на землі аж до Каліфорнії. Рабство було спадковим: рабами були не тільки бранці, але і їх нащадки. Деякі племена в сучасній Британської Колумбії практикували сегрегацію нащадків рабів до кінця 1970-х років. Англійський письменник Джон Р. Джюітт опублікував історію того, як він сам був свого часу рабом після того, як його корабель був захоплений в 1802 році ; в книзі не тільки наводяться подробиці про його життя в рабстві, але і затверджується, що в той час (в Канаді) існувало багато рабів.

## Рабство за часів Нової Франції («старий режим»)
Перший відомий африканець в Новій Франції, Матьє да Коста (1589 — після 1619), не був рабом — він служив перекладачем спочатку у португальців, потім у французів, і завдяки своєму вмінню освоювати мови допомагав їм встановлювати контакти з аборигенними племенами.
У 1618 році до Нової Франції на британському кораблі потрапив перший історично відомий раб, Олів'є ле Жен, хлопчик мадагаскарського походження. Хоча лише в 1685 році був прийнятий «Чорний кодекс», що регламентував практику рабовласництва, багато правил, які увійшли до нього пізніше, фактично вже застосовувалися в побуті. «Чорний кодекс» вимагав обов'язкового хрещення рабів.
У 1688 році в Новій Франції проживало 11 562 жителів, в основному купці, місіонери і фермери, які оселилися вздовж долини річки Святого Лаврентія. Король Франції Людовик XIV, на прохання ряду видних представників місцевої католицької громади, надав Новій Франції право імпортувати чорношкірих рабів з Західної Африки з огляду на брак слуг і робітників. Хоча рабство було заборонено у Франції, в колоніях дозволялося використовувати «безкоштовну робочу силу», необхідну для очищення землі, будівництва будівель, а в карибських колоніях — для роботи на цукрових плантаціях. Нова Франція незабаром встановила власний «Чорний кодекс», який регулював режим рабовласництва і положення рабів. Зокрема, кодекс вимагав, щоб всі раби були виховані як католики. В рамках кодексу раби майже не мали прав, хоча в Кодексі вказувалося, що рабовласники повинні були піклуватися про хворих і людей похилого віку. Чорних зазвичай називали «слугами». Рівень смертності рабів був високим.
У 1688 році група французьких аристократів звернулася до короля Людовика XIV з проханням дозволити імпортувати більше рабів.
Втім, головним чином жителі Нової Франції отримували рабів як подарунки від своїх союзників з числа корінних народів (індіанців). Багато з рабів були бранцями, захопленими в набігах проти месквакі, противників маямі та алгонкінів. «Пані» (рабів-аборигенів) було легше дістати, і тому їх було більше, ніж африканців, хоча їхня цінність була нижчою. Раби-індіанці в середньому доживали до 18 років, а африканці — до 25.
Хоча раби, зважаючи на нечисленність, не могли розгорнути широких протестів проти умов свого утримання, відомі окремі інциденти. Марі-Жозеф Анжелік була чорною рабинею заможної Монреальської вдови. Афуа Купер опублікував її біографію: в 1734 році, дізнавшись, що її збиралися продати, що призвело б до розставання з її коханцем, вона підпалила будинок свого господаря і втекла. Вогонь знищив 46 будівель. Її схопили два місяці по тому, провели по вулицях міста і піддавали тортурам, поки вона не зізналася в своєму злочині. Опівдні дня її страти Анжеліку в останній раз проганяли по вулицях Монреаля, і після того, як вона зупинилася в церкви для сповіді, перед руїнами будівель, згорілими в результаті її підпалу, поставили шибеницю, на якій її повісили. Потім її тіло було кинуто в огонь, а попіл розсіяли на вітрі.
На початку XVIII століття в Нову Францію збільшився приплив африканців, в основному як рабів французької аристократії. Законопроєкт, відомий як Білль Родо (Bill Raudot), ще більше сприяв рабству. Це була постанова, в якій рабство в Новій Франції визнавалося законним: «аборигени і чорношкірі, які були придбані та будуть придбані, будуть власністю тих, хто їх купив».
Хоча рабство фактично тривало і після британського завоювання, работоргівля не мала законодавчого регулювання, тому що в економіці, де переважали хутровий промисел і рибна ловля, не було необхідності в численній робочій силі. Але хоча робота, яку повинні були виконувати раби Нової Франції, в цілому не була настільки виснажливою, як на плантаціях і в ремісничих роботах в інших частинах Америки, канадські раби перебували під жорстким контролем їхніх власників.
Історик Марсель Трюдель нарахував в Новій Франції 3604 рабів станом на 1759 рік. Більшість (52,3 %) перебували в районі Монреаля, де існувала більш трудомістка економіка. З них близько 2472 походили з індіанців, а 1132 були афроканадцями.
Після завоювання Нової Франції англійцями велика частина рабів в британських колоніях на території майбутньої Канади перебувала у володінні французів. Марсель Трюдель нарахував 1509 рабовласників того періоду, з яких лише 181 були англійцями. Трюдель також задокументував 31 змішаний шлюб між французькими поселенцями і рабами корінних американців. Одним з нащадків таких змішаних шлюбів був Жан-Батист Пуен дю Сабль, посмертно визнаний «засновником Чикаго».

## Рабство під британським правлінням
Аборигени Канади володіли і торгували рабами; протягом багатьох століть рабство було усталеним інститутом в ряді племен. Шоні, потаватомі і інші західні племена імпортували рабів з Огайо і Кентуккі і продавали їх поселенцям в Канаді. Тайенденага (вождь Джозеф Брант) мав 40 чорних рабів, яких він захопив під час американської революції, і використовував їх при будівництві свого будинку в Берлінгтон-Біч і другого будинку недалеко від Брантфорду.
У XVII і XVIII століттях в британських регіонах Канади вже були раби. 104 рабів згадуються в перепису Нової Шотландії 1767 року. До 1783 року їхня чисельність була дуже невеликою; потім безліч білих лоялістів втекла з нової американської республіки і захопили з собою близько 2000 чорношкірих рабів: близько 1200 з них опинилося в приморських провінціях Нова Шотландія, Нью-Брансвік і Острів Принца Едуарда, 300 в Нижній Канаді (Квебек) і 500 у Верхній Канаді (Онтаріо). Імперський закон 1790 року гарантував лоялистам-рабовласникам, що раби залишаться в їхній власності. Як і за часів французького панування, невелика чисельність рабів використовувалася як домашня прислуга, некваліфіковані робітники та ремісники.
Предмет рабства в Канаді не згадується (ні дозволяється, ні забороняється) ні в Паризькому договорі 1763 року, ні в Квебекському акті 1774 року, ні в Паризькому договорі 1783 року.
Система примусової праці та інститути примусу для контролю за поневоленими не розвивалися в Канаді так само, як в Сполучених Штатах. Оскільки раби були нечисленні і не становили загрози своїм господарям, їм було дозволено навчатися читати і писати, серед них заохочувалося навернення до християнства, і їхні шлюби були визнані законом.
У 1790-х роках ідеї аболіціонізму проникли і в Канаду. Злий умисел був засвідчений в інциденті, пов'язаному з рабинею, яка зазнала жорстокого знущання з боку свого господаря, який намірився продати її в Сполучені Штати. Це була Хлоя Клуї, яка публічно голосно протестувала проти поганого поводження з нею. Пітер Мартін і Вільям Грізлі були свідками цього інциденту. Пітер Мартін, сам колишній раб, повідомив про інцидент заступнику губернатора Верхньої Канади Джону Грейвсу Сімко, який підтримав «Акт проти рабства» 1793 року. Вибрані члени Виконавчої ради, більшість з яких були торговцями або фермерами, які залежали від рабської праці, не вважали, що емансипація необхідна. Генеральний прокурор Джон Уайт відзначав у своєму звіті, що висловлювалося багато заперечень проти рабства, але було представлено замало аргументів.
Нарешті, Парламент Верхньої Канади прийняла Закон про боротьбу з рабством, який закріпив його поступову скасування: рабів не можна було імпортувати, ті, хто вже були рабами, залишалися такими до самої смерті, але нових рабів у Верхній Канаді з'являтися вже не могло. Діти, народжені від рабинь, повинні були зберігати рабський статус до 25-річного віку, коли їх слід було звільнити. Щоб перешкодити манумісії, закон вимагав від власника подбати про фінансове забезпечення колишнього раба, щоб він не став громадським тягарем. Закон про рабство 1793 року є єдиним актом канадського законодавства про боротьбу з рабством. Він гарантував припинення рабовласництва в Верхній Канаді, але при цьому, поки рабовласництво існувало, не перешкоджав продажу рабів до Сполучених Штатів. Більш того, в 1798 році групи лобістів зробили спробу внести зміни в закон, щоб отримати можливість імпортувати нових рабів.
На початку XIX століття інші провінції британської Північної Америки вже обмежили рабство за допомогою судових рішень, які вимагали від рабовласників суворого документального підтвердження права власності, яке останні навряд чи могли надати. Рабство залишалося законним до того часу, аж поки британський парламент не прийняв Закон про скасування рабства 1833 р. в Сполученому Королівстві, який фактично скасував його у всій Британській імперії 1 серпня 1834 року .
В кінці XVIII — початку XIX ст. існувала ініціатива щодо повернення звільнених рабів в Африку, для чого була створена „Компанія Сьєрра-Леоне“. Однією з причин було те, що в суворому і холодному кліматі багато афроканадців не виживали. Ті, хто повернулися в Африку, оселилися на території майбутніх держав Сьєрра-Леоне і Ліберія.
Наразі в Канаді збереглося чотири рабських кладовища: в Сент-Армані (Квебек), Шелберн (Нова Шотландія), Прайсвілль (Онтаріо) та Дрездені (Онтаріо).
У період аболіціонізму в Сполучених Штатах, особливо в Огайо, була створена мережа Підземних залізниць, за допомогою якої багато рабів по річці Огайо через північні штати потрапили в Верхню Канаду (сучасний Онтаріо). Таким чином Канада побічно сприяла боротьбі проти рабства.

## Список використаної літератури
- Boyko, John Last Steps to Freedom: The Evolution of Racism in Canada. Winnipeg: Shillingford Publications, 1998.
- Boyko, John. Blood and Daring: How Canada Fought the American Civil War and Forged a Nation. Toronto: Knopf Canada, 2013.
- Clarke, George Elliott.»'This Is No Hearsay': Reading the Canadian Slave Narratives, " Papers of the Bibliographical Society of Canada / Cahiers De La Société Bibliographique du Canada 2005 43(1): 7-32, original narratives written by Canadian slaves
- Cooper, Afua. The Hanging of Angelique: The Untold Story of Canadian Slavery and the Burning of Old Montreal (2006)
- Derreck, Tom. "In Bondage, " Beaver 2003 83(1): 14-19,
- Архівована копія. Архів оригіналу за 3 січня 2014. Процитовано 31 липня 2020.{{cite book}}:  Обслуговування CS1: Сторінки з текстом «archived copy» як значення параметру title (посилання) ISBN 978-0-374-53125-6. Guanyador el 2007 del premi Literari de No-Ficció del Governador general; Nominat (no-ficció), Premi del Cercle de Crítics de Llibres Nacional de 2007.
- Hajda, Yvonne P. "Slavery in the Greater Lower Columbia Region, "  Ethnohistory 2005 52(3): 563—588,
- Henry, Natasha, Emancipation Day: Celebrating Freedom in Canada
- Riddell, William Renwick. "Further Notes on Slavery in Canada, " The Journal of Negro History, Vol. 9, No. 1 (Jan., 1924), pp. 26-33 in JSTOR [Архівовано 10 липня 2020 у Wayback Machine.]
- Trudel, Marcel. Deux Siècles d'Esclavage au Québec. (2nd ed. 2004), 408pp
- *Whitfield, Harvey. "Black Loyalists and Black Slaves in Maritime Canada, " History Compass 2007 5(6): 1980—1997,
- Winks, Robin. Blacks in Canada: A History (1971)